# Быховский, Игорь Евсеевич
Игорь Евсеевич Быховский (1924, Ленинград — 19 января 1988, Ленинград) — советский учёный-криминалист доктор юридических наук, профессор.

## Биография
Участник Великой Отечественной войны, воевал на Ленинградском фронте.
Учился на юридическом факультете Ленинградского государственного университета (окончил в 1950 году с отличием).
В 1950-х годах работал следователем прокуратуры Ленинградской области. С 1959 года возглавлял криминалистическое направление на курсах усовершенствования следователей Прокуратуры СССР. В 1962 году получил степень кандидата юридических наук (диссертация «Соединение и выделение уголовных дел в советском уголовном процессе»). В 1966—1985 году был преподавателем Института усовершенствования следственных работников при Прокуратуре СССР (в разные годы заведовал кафедрой криминалистической тактики и методики расследования и кафедрой криминалистической техники). В 1977 году стал доктором юридических наук (диссертация «Процессуальные и тактические вопросы системы следственных действий»).
Помимо научной и педагогической деятельности вёл просветительскую работу в обществе «Знание», а также писал детективные художественные произведения.

### Научная деятельность
Область научных исследований — проблемы криминалистической тактики. Автор более 120 научных работ, научно-популярных изданий.

## Награды и почетные звания
- медаль «За оборону Ленинграда»
- почётный работник прокуратуры

## Основные публикации
- Быховский, Игорь Евсеевич. Соединение и выделение уголовных дел в советском уголовном процессе / Отв. ред. канд. юрид. наук В. И. Теребилов ; Прокуратура СССР. Метод. совет. — Москва : Госюриздат, 1961
- Быховский, Игорь Евсеевич. Процессуальные и тактические вопросы проведения следственных действий: Учеб. пособие. — Волгоград : Высш. следств. школа, 1977
- Осмотр места происшествия: справ. следователя / И. Е. Быховский, Е. Н. Викторова, Ю. А. Горинов и др. ; общ. ред. А. А. Леви. — 2-е изд., испр. и доп. — М. : Юрид. лит., 1982